# Kerron Clement
Kerron Clement (født 31. oktober 1985 i Port of Spain, Trinidad & Tobago) er en amerikansk atletikudøver (sprinter/hækkeløber), som har vundet flere VM- og OL-medaljer.

## Atletikkarriere
Clement begyndte først at dyrke atletik, efter han som 13-årig med sin familie flyttede fra Trinidad til Texas. Her viste han snart talent for hækkeløb, og efter at have vundet en række løb i high school fik han et atletikstipendium til University of Florida. Han blev derpå collegemester i 400 m hækkeløb to år i træk samt juniorverdensmesterskabet i samme disciplin. I 2005 satte han verdensrekord i 400 m løb indendørs. I 2005 blev han desuden amerikansk mester i 400 m hæk og satte ved samme lejlighed sin karrieres bedste tid med 47,24 sekunder.
I 2007 vandt han sit første verdensmesterskab i 400 m hæk, da han i japanske Osaka sejrede i finalen i sæsonens bedste tid, 47,61 sekunder. Ved samme stævne var han med til at sikre USA mesterskabet i 4 × 400 m, hvor han dog kun løb indledende heat. Ved OL 2008 i Beijing vandt han i indledende heat og semifinalen, men i finalen mødte han den ligeledes ubesejrede landsmand, Angelo Taylor, og de to kæmpede en hård kamp om sejren, der endte med guld til Taylor og sølv til Clement, mens den tredje amerikaner, Bershawn Jackson, på tredjepladsen sørgede for en fuldendt amerikansk triumf. Clement deltog også i 4 × 400 m, hvor USA vandt guld, men han dog kun løb indledende heat.
I 2009 vandt han igen VM-titlen i 400 m hæk og i 4 × 400 m, og i 2010 var han med til at vinde VM indendørs i 4 × 400 m, men de følgende år var ikke så gode for Clement. Ved OL 2012 i London måtte han således nøjes med en ottendeplads i 400 m hæk.
Ved OL 2016 i Rio de Janeiro var Clement ikke forhåndsfavorit, men han klarede sig videre fra indledende heat med en tredjeplads. Herefter vandt han sin semifinale i bedste tid, og i finalen  kom han bedst ud, men mod slutningen af løbet var han tæt på at blive indhentet af kenyaneren Boniface Tumuti; Clement sikrede sig dog guldet med blot fem hundrededele af et sekunds forspring til Tumuti, der fik sølv, mens tyrkiske Yasmani Copello blev nummer tre.
Ved VM i 2017 vandt Clement bronze i 400 m hæk, hvilket er hans seneste topresultat. Ud over de nævnte resultater har han også vundet flere Diamond League-stævner samt finalen i disse stævner i 2016 foruden to  sæsonfinaler i 400 m hæk.

## Privatliv
I 2019 offentliggjorde han, at han var homoseksuel, og at han havde haft kvaler med sin seksualitet siden teenagealderen.